# Phytomyza nishijimai
Phytomyza nishijimai är en tvåvingeart som beskrevs av Mitsuhiro Sasakawa 1955. Phytomyza nishijimai ingår i släktet Phytomyza och familjen minerarflugor. Inga underarter finns listade i Catalogue of Life.